# 홀리 홈

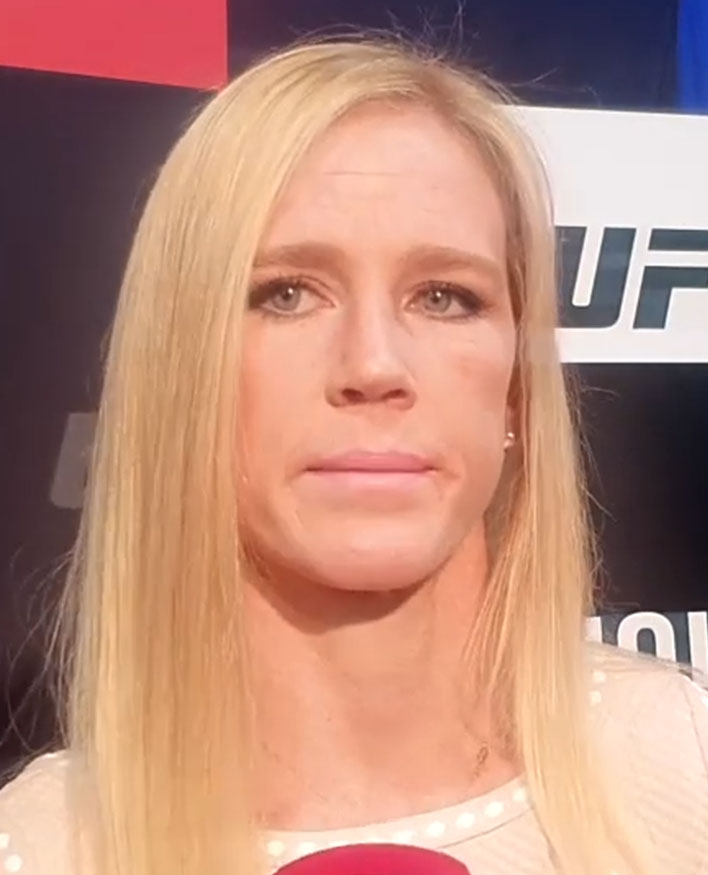

홀리 홈 (Holly Holm, 1981년 10월 17일 ~ )은 얼티밋 파이팅 챔피언십(UFC) 여성 밴텀급에서 활동하고 있는 미국의 종합격투기 선수이다. 홈은 종합격투기 선수로 활동하기 전에 전직 프로 복싱선수, 킥복싱선수였다. 홈은 복싱선수 시절 3체급에서 챔피언 타이틀을 18번 방어했다. 홈은 UFC 193에서 론다 로우지를 KO시키고 UFC 여자 밴텀급 챔피언으로 등극하였다. 2016년 3월 6일 펼쳐진 UFC 196에서 미샤 테이트와 첫 방어전을 치러 우세하게 경기를 운영했음에도 불구하고, 5라운드에 리어 네이키드 초크에 걸려 탭을 치지 않고 버티다 실신하며, 타이틀을 상실하였다. 같은 해 7월 13일에 우크라이나의 여자 격투기 선수인 발렌티나 셰브첸코에게 또다시 판정패를 당하고 실력이 명백히 드러나 결국 새로 신설된 여자 페더급으로 체급을 옮겼다. 2017년 2월 11일 UFC 208에서 저메인 드 란다미에게 5라운드 판정에서 패하며 여자 페더급 첫 챔피언 획득에 실패하였다.

### 종합격투기 경력
2011년 종합격투기에 데뷔한 홈은 복싱 기반의 타격 실력을 바탕으로 빠르게 주목을 받았다.
Legacy FC, Bellator 등에서 활동한 뒤 UFC에 입성하였고, 2015년 UFC 193에서 당시 무패 챔피언이던 Ronda Rousey를 헤드킥으로 KO시키며 UFC 여성 밴텀급 챔피언에 올랐다. 이 경기는 여성 MMA 역사상 가장 큰 이변 중 하나로 손꼽힌다.
이후 Miesha Tate, Valentina Shevchenko, Cris Cyborg, Amanda Nunes 등과의 상위 랭커들과의 경쟁에서 접전을 벌이며, 밴텀급과 페더급을 오갔다. UFC 300에서 Kayla Harrison에게 패한 것이 가장 최근의 경기이며, 여전히 활동 중이다.
경기 운영 능력과 클린 타격에 강점을 가진 복싱 스타일의 정통 스트라이커로, MMA 전환 후에도 높은 수준의 경쟁력을 유지하고 있다.

## 종합격투기 전적
| 프로 종합격투기 전적 | 프로 종합격투기 전적 | 프로 종합격투기 전적 | 프로 종합격투기 전적 | 프로 종합격투기 전적 | 프로 종합격투기 전적 | 프로 종합격투기 전적 | 프로 종합격투기 전적 |
| -------------------- | -------------------- | -------------------- | -------------------- | -------------------- | -------------------- | -------------------- | -------------------- |
| 22 시합              | (T)KO                | 항복                 | 판정                 | 실격                 | 그 밖                | 비김                 | 무효                 |
| 15 승                | 8                    | 0                    | 7                    | 0                    | 0                    | 0                    | 0                    |
| 7 패                 | 1                    | 2                    | 4                    | 0                    | 0                    | 0                    | 0                    |